# Редуценты
Редуце́нты, или деструкторы (от лат. reduco — «возвращаю, восстанавливаю»), — организмы (в основном бактерии и грибы), разрушающие отмершие останки живых существ, превращая их в неорганические и простейшие органические соединения. Являются гетеротрофами.
От животных-детритофагов редуценты отличаются прежде всего тем, что не оставляют твёрдых непереваренных остатков (экскрементов). Животных-детритофагов в экологии традиционно относят к консументам. В то же время все организмы выделяют углекислый газ и воду, а часто и другие неорганические (аммиак) или простые органические (мочевина) молекулы, и таким образом принимают участие в разрушении (деструкции) органического вещества.

## Термин
Другие названия — деструкторы (лат. destruo — «разрушаю»), сапротрофы (др.-греч. σαπρός — «гниль» и τροφή — «пища»), сапрофи́лы (~ + φιλία — «стремление, жажда»), сапрофи́ты (~ + φυτόν — «растение»).

## Экологическая роль
Редуценты высвобождают, прежде всего, углекислый газ СО2 и связанный азот из органических остатков, и возвращают минеральные соли в почву и воду, делая их доступными для продуцентов-автотрофов, и таким образом замыкают биотический круговорот. Поэтому экосистемы не могут обходиться без редуцентов (в отличие от консументов, которые, вероятно, отсутствовали в экосистемах в течение первых 2 млрд лет эволюции, когда экосистемы состояли из одних прокариот).

## Абиотические и биотические факторы регуляции экосистем
Исследованиями Н. И. Базилевич и др. (1993) установлено, что в наземных экосистемах различают две группы факторов, регулирующих деструкционные процессы, играющие весьма существенную роль в биологическом круговороте.
Это прежде всего абиотические факторы — выщелачивание растворимых соединений, фотохимическое окисление органического вещества и реакции его механического разрушения вследствие замерзания—оттаивания.
Эти факторы наиболее проявляются в надземных ярусах экосистем, а биотические факторы — в почвенном. Абиотические факторы деструкции характерны для аридных и семиаридных ландшафтов (пустыни, степи, саванны), а также для континентальных высокогорий и полярных ландшафтов.
Биотические факторы деструкции — это в первую очередь сапротрофные организмы (беспозвоночные и позвоночные животные, грибы, микроорганизмы), населяющие почву и подстилку, причём ведущим фактором в наземных ландшафтах служит главным образом почвенная микрофлора.